# 에리크 아들레르즈

에리크 빌헬름 "로판" 아들레르즈(스웨덴어: Erik Wilhelm "Loppan" Adlerz, 1892년 7월 23일 ~ 1975년 9월 8일)는 스웨덴의 다이빙 선수로, 1908년부터 1924년까지 4개의 하계 올림픽에 출전하였다.
스톡홀름에서 태어나 1908년 런던 올림픽에 첫 데뷔한 아들레르즈는 10m 플랫폼 종목의 첫 라운드에서 탈락하고 말았다.
4년 후, 스톡홀름 올림픽에서 그 종목과 고도 다이빙에서 2개의 금메달을 획득하였다.
제1차 세계 대전으로 경기가 중단되자, 전쟁이 끝난 2년 후에 안트베르펜 올림픽에서는 10m 플랫폼 2위, 고도 다이빙에서는 자신의 동료들에게 밀려 4위를 하였다.
그의 마지막 출전인 1924년 파리 올림픽에서는 10m 플랫폼 4위를 하면서, 고도 다이빙 첫 라운드에서 기권하였다.
사후, 스톡홀름의 스코그스키르코고르덴 묘지에 안장되었다. 그의 형 메르타도 스톡홀름 올림픽에 출전한 수영 선수였다.

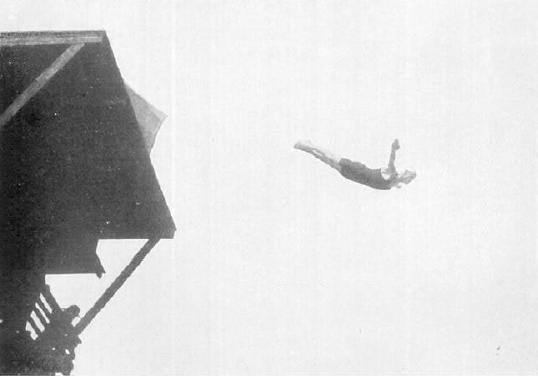
1912년 스톡홀름 올림픽 대회 출전 당시 모습.